# Avishai Margalit

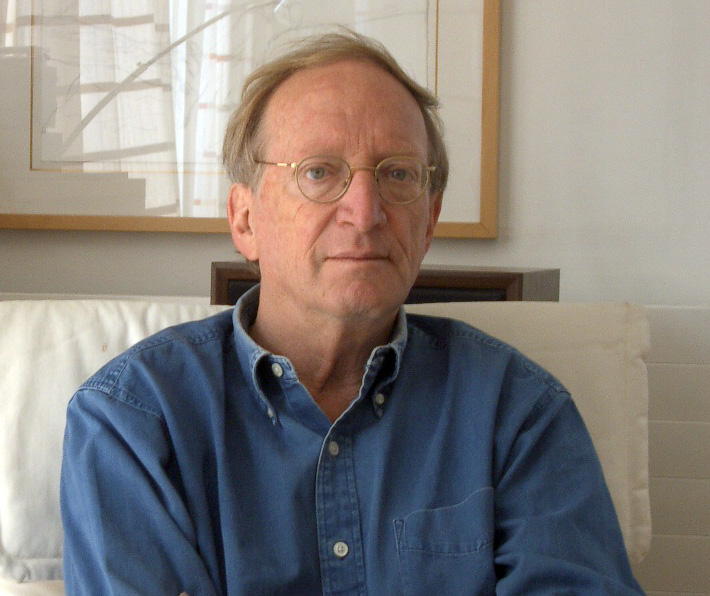
Avishai Margalit

Avishai Margalit (1939) is een hedendaagse Israëlische filosoof en publicist.
Margalit werd geboren in het toenmalige Palestina. Hij studeerde in Jeruzalem, waar hij in 1970 zijn promoveerde aan de Hebreeuwse Universiteit van Jeruzalem, tevens de universiteit waar hij thans hoogleraar is. Daarnaast reist hij ook veel rond om te doceren aan andere vooraanstaande onderwijsinstellingen, zoals de Universiteit van Oxford en de Harvard-universiteit. Ook is hij actief bij de New York Review of Books en als adviseur in het Nederlandse Prins Claus Fonds.
In 2002 werd hij onderscheiden met de Spinozalens voor zijn belangrijke bijdragen aan het ethische denken.

## Publicaties
- Compromise and Rotten Compromise, Princeton University Press, 2009.
- Occidentalism:A Short History of Anti-Westernism (samen met Ian Buruma), Penguin Books, 2004.
  - Ned. vertaling: Occidentalisme, Atlas, 2005
- The Ethics of Memory, Harvard University Press, 2002.
  -  Ned. vertaling: Herinnering. Een ethiek voor vandaag, SUN, 2006.
- Views in Review: Politics and Culture in the State of the Jews, Farrar Straus & Giroux, 1998.
- The Decent Society, Harvard University Press, 1996.
  - Ned. vertaling: De fatsoenlijke samenleving, Van Gennep, 2001.
- Idolatry (samen met Moshe Halbertal), Harvard University Press, 1992.
- Isaiah Berlin: A celebration (samen met zijn vrouw Edna Ullmann-Margalit), University of Chicago Press, 1991.
- Meaning and Use, Kluwer Academic Publishers, 1979.

## Prijzen
- December 2001: de Spinoza Lens Prize van de International Spinoza Foundation.
- November 2007: de EMET Prize[1]
- April 2010: de Israelprijs, voor filosofie.[2][3][4]
- Mei 2011: de Leopold-Lucas Prize.[5]